# ±1
『±1』（プラマイイチ）は、九州男の1枚目のメジャーミニアルバムである。2010年11月3日に発売。発売元はワーナーミュージック・ジャパン。

## 解説
- 前作『®』から約1年ぶりのリリース。インディーズ時代にも2枚のミニアルバムをリリースしているが、メジャーでのミニアルバムリリースはこれが初である。
- 初回限定盤には配信シングル「Brand New Days」のPVの完全版を収録したDVDが付属される。

## 収録曲

### CD
1. ONE
2. Brand New Days
配信シングル
3. 9island医院 
AILIがゲストボーカルとして参加している。
4. 父親
本作のリード楽曲。
5. try again
6. 出会い。。feat. RED RICE(湘南乃風), BIG RON [Major mix]
インディーズ1stミニアルバム『こいが俺ですばい』収録。公式サイトで行われたファン投票で1位を獲得したため本作に収録された。
九州男のパートのみ新録されている。
7. プラモデル
8. アフター5
「プラモデル」の終了後に、無音トラックをはさんでトラック17に隠しトラックが存在する楽曲。

### DVD
1. Brand New Days〜完全版〜